# エルジン郡
エルジン郡（エルジンぐん、英：Elgin County）は、カナダのオンタリオ州南西部に位置する地方行政区のひとつ。郡は1852年に設立された。
1803年に入植が始まった当初は製材業や農業、観光業が主な産業であった。その後、鉄道が敷かれ、地理的な特性から交通の要所としても栄え、セント・トーマスを中心に産業が大きく発展した。大企業も数多く進出している（フォード・カナダなど）。

## 主な都市
- セント・トーマス （St. Thomas）：行政管轄外
- エイルマー （Aylmer）